# 단체행동권
단체행동권(團體行動權) 은 단체행동을 할 권리를 말한다.
단체행동은 단결체의 존립과 활동을 실력으로 나타내려는 투쟁수단이다. 따라서 단체행동은 단결체나 단체교섭과는 그 차원이 다르며 이질적인 요소를 가지고 있다. 다시 말해 단결체(노동조합)는 사단으로 이해되는 권리주체이며, 단체교섭은 단체협약이라는 일종의 규범계약을 맺기 위한 교섭이라 할 수 있는 데 반하여, 단체행동(노동법분야 제외)은 그 유예를 찾아볼 수 없는 특수한 행동이다. 파업 등이 해당된다.
즉, 단체행동은 계약이나 법률을 근거로 한 어떤 법적인 권리를 관철하려는 소송행위도 아니고, 불법의 침해행위에 대한 자구행위도 아니다. 따라서 단체행동을 인정한다고 하는 것은 근로자들이 경제적 지위를 힘을 사용하여 개선시킬 것을 제도적으로 인정하는 것이며, 사용자와 근로자들의 대립을 투쟁행위에 의해 해결하도록 하는 것을 가리킨다.
대한민국 헌법은 단체행동권을 근로자들의 권리로서 보장하고 있어 근로자들은 단체행동권으로서의 쟁의권을 행사하여 사용자의 노무지휘권을 저지시킴으로써 기업업무의 정상적인 운영을 저해하는 집단적 행위를 정당하게 할 수 있고, 사용자는 이로 인해 필연적으로 발생되는 손해를 감수해야만 한다. 이러한 의미에서 단체행동권의 보장은 근로자 개개인과 노동조합의 민사상 또는 형사상의 책임을 면제시키는 것이므로, 시민법에 엄청난 수정적 효과를 가져왔다.